# 于烈
于烈（435年—501年），中国北魏鲜卑贵族，军事人物，大臣。宣武顺皇后于氏的伯父。

## 家世
祖父于栗磾是北魏初期大将，鲜卑万纽于部落首领，因好持黑槊，被宋武帝刘裕遵称为“黑槊公”，北魏明元帝因此特授他为黑槊将军，封新安侯。
父于洛拔，北魏太武帝时期侍中、尚书令，袭爵新安公。有六子：于烈、于敦、于景、于劲、于须、于天恩。

## 生平
于烈善于骑射，性格沉默严肃。初以功臣之子起家为中散，拜羽林中郎，累迁侍中。延兴初年（471年），敕领宁光宫宿卫事，转屯田给事、内都幢将，迁左卫将军。太和三年（479年），于烈受命调查秦州刺史尉洛侯，雍州刺史、宜都王拓跋目辰，长安镇将陈提等人贪残不法一案，将其罪状全部查清，洛侯、目辰等伏诛。之后仍以本官行秦、雍二州事，迁司卫监，总督禁军。
太和五年（481年），孝文帝元宏和太皇太后冯氏御驾南巡，三月初一，车驾回到肆州（山西忻州）时，留守代京平城的司空苟颓上奏沙门法秀起事作乱，苟颓率领禁军与于烈等将领迅速收捕其党羽，镇压了法秀叛党。初九日孝文帝回到平城，于烈以功赐爵昌国子。迁殿中尚书，赐帛三千匹。当时孝文帝还年幼，文明太后冯氏称制，于烈与元丕、陆叡、李冲等人被赐予金策，允许他们可以有罪不死。加散骑常侍，迁前将军，进爵洛阳侯，转卫尉卿。
太和十七年（493年），孝文帝借着南征之名，带着文武百官和一百多万兵马南下，准备迁都洛阳，九月二十二日，孝文帝驾临洛阳，终止了南征，开始营建新都。加于烈镇南将军。当时鲜卑贵族留恋旧都，对定居洛阳多有异议，孝文帝问于烈：“你的意思呢？”于烈称乐於迁都与恋旧的心情各一半一半。孝文帝认为他还是恋旧，打发他回旧都平城留守。次年（494年）闰二月，孝文帝回到平城，让于烈与高阳王元雍护送北魏历代帝后神主到洛阳，迁任光禄卿。 
太和十九年（495年），孝文帝进行全面改革，并大肆封赏百官，于烈之子于登也在封赏之列。于烈上表谦让，请求不要给他升官，孝文帝很高兴，称于烈有“直士之风”，将于登进为太子翊军校尉，又加烈散骑常侍，封聊城县子。
太和二十年（496年），恒州刺史穆泰、陆叡等人对孝文帝的迁都改革深为不满，想要另立朔州刺史阳平王元颐为主，被元颐告发，孝文帝派代理吏部尚书、任城王元澄率兵前往恒州镇压擒拿，孝文帝回到平城后亲自审问后将他们处决，为安慰同受免死金策的于烈等人，亲自撰文给于烈、李冲解释。在穆泰谋逆案中，鲜卑贵族中只有于烈一族没有参预其中，孝文帝对于烈益加器重。诏除领军将军。以本官随从孝文帝南征荆沔，加鼓吹一部。车驾回到洛阳，论功加散骑常侍，金紫光禄大夫。
太和二十三年（499年）二月，南齐萧宝卷派遣其太尉陈显达攻陷马圈戍，三月四日，孝文帝带病出征，临行前握着于烈的手道：“都城空虚，你要保护好。”之后魏军击败齐军，陈显达逃回齐国，四月一日孝文帝班师途中病逝於谷塘原（在今河南省淅川县厚坡镇），于烈和彭城王元勰作为顾命大臣，元勰回洛阳请太子元恪到鲁阳继位，于烈留守。
宣武帝即位，于烈因不许辅政大臣咸阳王元禧索要旧羽林武贲仪仗，被外派为恒州刺史。于烈不愿出外，称病不去上任。
景明二年（501年），宣武帝因为叔父元禧等人专权，暗中与于氏一族谋划，乘正月十五日礿祭，太尉咸阳王元禧、司徒彭城王元勰、司空北海王元详三公在宗庙中斋戒时，夜里派于烈之子于忠去叫其父明早入宫，率領直阁以下六十余人，带着皇帝圣旨去宗庙宣召三公，将三人带到宣武帝面前，夺了三人的辅政权。于烈被任命为散骑常侍、车骑大将军、领军，进爵为聊城县侯，从此在禁军中长期任职，参与所有的机密大事。于烈时年十四岁的侄女于氏被选入宫中为贵人，同年九月被立为皇后。
五月二十九日，太保、咸阳王元禧谋反，當时宣武帝正在野外打猎，武兴王杨集始骑马奔驰到北邙山报讯，宣武帝的左右护卫并不多，闻讯仓皇无计，只好派于忠去打探消息。于烈当时正留守禁军，已防备妥当，让于忠回来让宣武帝放心，宣武帝回宫后，元禧早已外逃，于烈派遣直阁叔孙侯率領虎贲三百人去追捕，在柏坞擒住元禧。  
501年八月，于烈暴病而亡，虚岁六十七。给东园第一秘器陪葬，赠使持节、侍中、大将军、太尉公、雍州刺史，追封钜鹿郡开国公。

## 子女
有五子：
- 长子：于祚，字万年。袭父爵。以贪污残暴被免官，卒赠平州刺史。
- 次子：于忠，孝文帝赐名于登，本字千年，改字思贤。宣武帝以他在咸阳王元禧谋反案中有功，改名忠，封魏郡开国公。
- 三子：于景，字百年，任怀荒镇将，被镇民所杀。

## 传記資料
- 《魏书》列传第十九
- 《北史》卷二十三 列传第十一